# كارولين بوكانان
كارولين بوكانان (بالإنجليزية: Caroline Buchanan)‏ مواليد 24 أكتوبر 1990 في كانبرا، هو دراج أسترالي. شارك في دورة الألعاب الأولمبية الصيفية.

## روابط خارجية
- كارولين بوكانان على موقع أرشيف الدراجات (الإنجليزية)
- كارولين بوكانان على موقع نتائج كأس العالم لسباقات دراجات (بي.أم.إكس) (الإنجليزية)
- كارولين بوكانان على موقع اللجنة الأولمبية الدولية (الإنجليزية)
- كارولين بوكانان على موقع أوليمبيديا (الإنجليزية)
- كارولين بوكانان على موقع اللجنة الأولمبية الأسترالية (الإنجليزية)